# Descenders
Descenders is een een downhill mountainbike-computerspel ontwikkeld door de Nederlandse computerspelontwikkelaar RageSquid en uitgebracht door No More Robots op 7 mei 2019. Het spel is geïnspireerd op eerdere extreme sportspellen als SSX en Tony Hawk's Pro Skater, maar combineert dit met roguelike-elementen. Descenders is beschikbaar op diverse platforms, waaronder pc, Xbox One, Xbox Series X en S, PlayStation 4, Nintendo Switch, Android en iOS.

## Spelverloop
In Descenders racen spelers met hoge snelheid op een mountainbike van procedureel gegenereerde heuvels, waarbij ze scherpe bochten nemen, obstakels ontwijken en sprongen maken. Het spel maakt gebruik van een realistisch physics-systeem dat bijdraagt aan een uitdagende gameplay-ervaring. Spelers kunnen verschillende tricks uitvoeren via een besturingssysteem dat gebruikmaakt van twee controllersticks.
Het spel biedt zowel een singleplayer- als een multiplayer-modus. In de singleplayer-modus navigeren spelers door mountainbikeroutes en voltooien ze "eindbaas-sprongen", een laatste sprong die uitdagender is dan eerdere sprongen in het level. Door een "eindbaas-sprong" drie keer succesvol te voltooien, ontgrendelen spelers een snelkoppeling naar het volgende gebied, waardoor ze sneller door de campagne kunnen vorderen.
De multiplayer-modus laat spelers het opnemen tegen anderen om hun positie op de ranglijsten te verbeteren. Spelers kunnen zich aansluiten bij een van drie teams, elk met een eigen speelstijl, en bijdragen aan de totaalscore door "Rep"-punten te verdienen, door te racen en stunts uit te voeren.
De "freeride"-modus in Descenders is bedoeld om spelers een meer ontspannen en vrije spelervaring te bieden dan de singleplayer-campagne of de multiplayer-modus. In deze modus kunnen spelers de spelwereld verkennen, tricks oefenen en experimenteren. Deze modus biedt aanpassingsmogelijkheden, waarbij spelers hun eigen routes kunnen creëren.

## Ontwikkeling
Descenders is het tweede computerspel van RageSquid, na Action Henk, dat in 2015 werd uitgebracht. De ontwikkelaars lieten zich inspireren door extreme sportspellen zoals Tony Hawk's Pro Skater, SSX en Skate, en constateerden een gebrek aan nieuwe titels in dit genre, wat hen motiveerde om zelf een bijdrage te leveren. Voorafgaand aan de ontwikkeling van Descenders werden verschillende extreme sportspellen geprototyped. Een van de prototypen was een extreme pogo-game, die visueel aantrekkelijk was, maar moeilijk leuk te maken was. Andere geteste sporten omvatten rotsklimmen, downhill longboarding en wingsuit-vliegen. Na deze experimenten werd uiteindelijk gekozen voor downhill mountainbiken als een veilige optie met veel potentieel.
Een belangrijk aandachtspunt tijdens de ontwikkeling van het spel was het creëren van een realistische fysica-engine en een intuïtieve besturing. Hieraan werd maandenlang gewerkt voordat de ontwikkelaars verder gingen met andere aspecten van het spel. RageSquid liet zich voor het besturingssysteem inspireren door de Skate-serie.
Community-feedback speelde een cruciale rol in het ontwikkelingsproces. Het spel werd in februari 2018 gelanceerd in Steam Early Access om directe input van spelers te verzamelen. De Descenders-community op Discord speelde ook een belangrijke rol bij het verzamelen van feedback. Gedurende de 15 maanden in Early Access heeft RageSquid het spel ondersteund met regelmatige updates, die nieuwe content en verbeteringen introduceerden.

### Soundtrack
Voor de soundtrack van Descenders ging ontwikkelaar RageSquid een samenwerking aan met het Nederlandse drum-and-basslabel Liquicity. De game bevat een volledig gelicentieerde selectie van nummers uit de catalogus van dit label.

## Uitgave en verdere ontwikkeling
Bij de lancering in mei 2019 kreeg Descenders prioriteit op pc en Xbox One, terwijl de Nintendo Switch-versie meer tijd vergde vanwege technische beperkingen. Later, in augustus 2020, verscheen Descenders op de PlayStation 4 en in november 2020 volgde de Nintendo Switch-versie.
In oktober 2019 werd officiële mod-ondersteuning toegevoegd, waardoor spelers de mogelijkheid kregen om eigen routes en content te creëren en te delen. Deze mods waren toegankelijk via een speciale browser in het hoofdmenu van het spel.
In 2021 werd een upgrade uitgebracht voor de Xbox Series X en S. De upgrade bood verbeterde graphics, waaronder hogere resoluties, een hogere framerate en verbeterde textures. Daarnaast werden de laadtijden verkort en werd crossplay met pc mogelijk gemaakt. Het maximaal aantal spelers in lobbies werd verhoogd van vier naar acht.

## Ontvangst
Descenders werd over het algemeen positief ontvangen door critici en spelers, die de snelle gameplay, intuïtieve besturing en verslavende aard waardeerden. De combinatie van downhill mountainbiken met roguelike-elementen en arcade-achtige gameplay werd als verfrissend ervaren binnen het extreme sportgenre. Hoewel de procedureel gegenereerde routes voor variatie zorgden, werden ze ook bekritiseerd vanwege inconsistenties. Ondanks enkele grafische en prestatieproblemen, vooral op de Nintendo Switch, was het spel commercieel succesvol.

## Vervolg
In augustus 2024 kondigde RageSquid Descenders Next aan, een vervolg dat het concept uitbreidt door additionele extreme sporten te introduceren, zoals snowboarden en mountainboarden, met plannen om in de toekomst meer sporten toe te voegen.
Het spel staat gepland voor een uitgave in 2025 voor Xbox Series X en S, Xbox One en pc via Steam en Microsoft Store. Later volgen versies voor PlayStation 5 en PlayStation 4. Er is ook een mogelijkheid dat het spel verschijnt op de volgende console van Nintendo, hoewel een Switch-versie onwaarschijnlijk is.